# Amauropsis islandica
Espèce
Synonymes
- Amauropsis purpurea Dall, 1871
- Choristes elegans Carpenter, 1872
- Natica canaliculata Gould, 1840
- Natica cornea Möller, 1842
- Natica exulans Gould, 1841
- Natica gouldii C. B. Adams, 1847
- Natica helicoides G. Johnston, 1835
- Natica purpurea Dall, 1871
- Nerita islandica Gmelin, 1791

Amauropsis islandica, la natice d'Islande, est une espèce de mollusques gastéropodes de la famille des Naticidae. C'est l'espèce-type de son genre. Elle est trouvée dans l'océan Arctique, le nord de l'océan Atlantique, la mer Baltique, la mer du Nord et le Nord du Canada.